# Neitokainen
Neitokainen, també anomenat Neitojärvi i Finlantto, és un estany artificial completat l'any 1991 als vessants de Vesikkovaara, al municipi de Kittilä. La seva longitud és de 116 metres i la profunditat mitjana d'un metre. L'embassament té la forma de Finlàndia, però només en una escala d'1:10.000 de la seva longitud.

## Història
Durant la dècada de 1990 hi va haver un auge turístic a Lapònia. L'empresa turística Polatrio volia crear un poble de vacances a Kittilä. L'àrea, al voltant del que es convertiria en Neitokainen, va ser zonificada per a la construcció d'allotjaments de luxe. Una de les accions previstes va ser l'exhibició d'actuacions de membres de la comunitat Iriadamant per apropar els visitants a la zona.
Polatrio va contractar el director de construcció Esko Sääskilahti, que va realitzar les mesures necessàries i va marcar els contorns del llac al terreny. Durant una setmana d'estiu de 1991, es van realitzar els treballs d'excavació mitjançant la intervenció de dues màquines. Posteriorment es va omplir llavors amb recursos hídrics de les aigües subterrànies, que es van excavar per trobar el pou de prova i es va convertir en la representació d'Åland. La ubicació del comtat de Saari no és del tot correcta i, al "braç" de l'extrem nord de l'estany, hi va haver un replà. No obstant això, quan es va construir el llac, la indústria turística es va enfrontar a una recessió i el poble mai es va completar.